# Guma

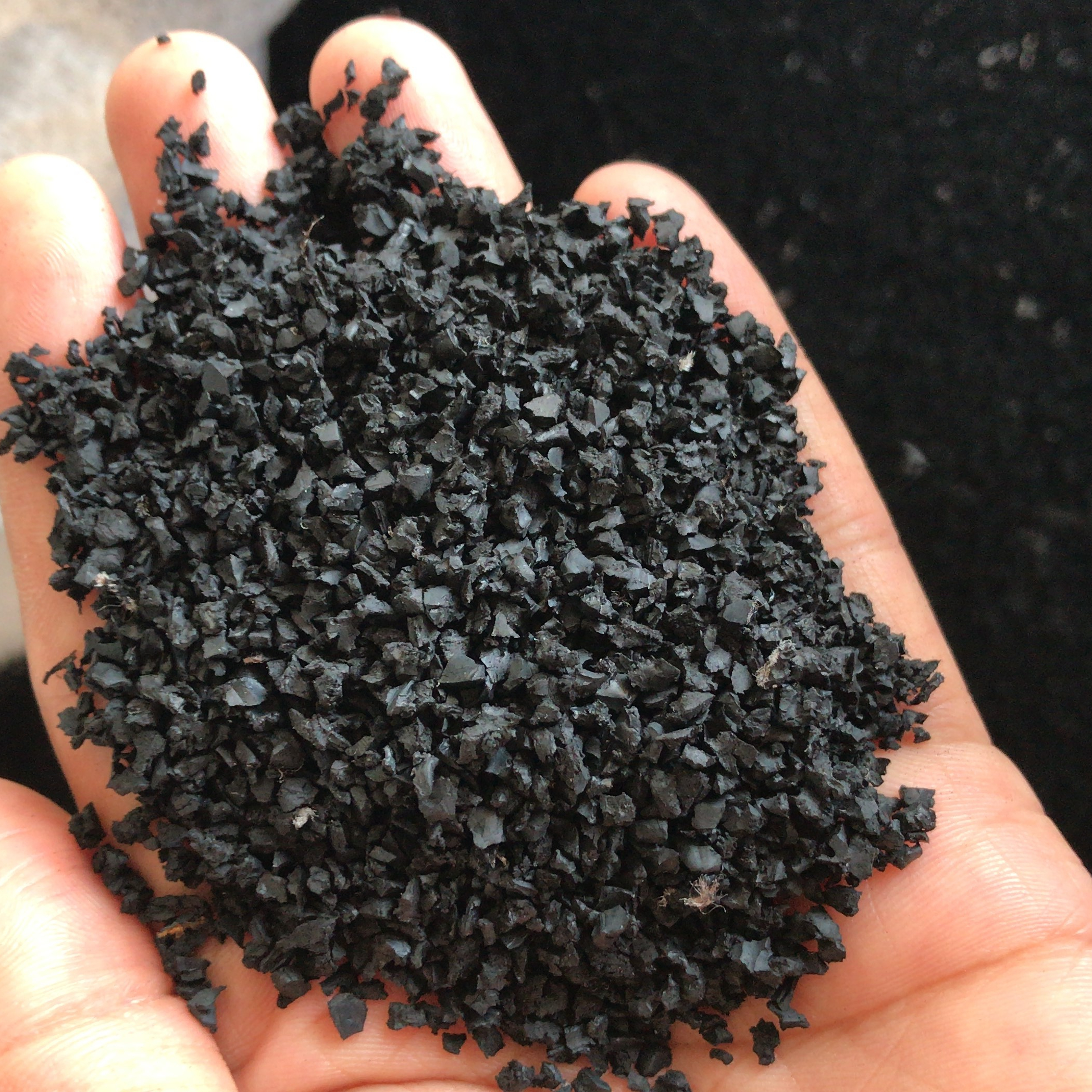
Guma (granulat)

Guma – elastomer zbudowany z alifatycznych łańcuchów polimerowych (na przykład poliolefin), które zostały w pewnym stopniu usieciowane w procesie wulkanizacji. W przemyśle terminem „guma” obejmuje się czasami w uproszczeniu wszystkie rodzaje stałych elastomerów.
Dalsza część artykułu odnosi się do gumy w ścisłym znaczeniu, to znaczy zbudowanej z poliolefin.

## Właściwości fizyczne[3]
Guma w ścisłym znaczeniu nie jest odporna na wysoką temperaturę i pali się wydzielając czarny, gryzący dym. Jest nieprzepuszczalna dla wody i bardzo mało przepuszczalna dla gazów. Guma może być elastyczna w zakresie temperatur od -80 do 220 °C, jednak w praktyce poszczególne gatunki gumy spełniają ten wymóg tylko w niewielkim zakresie temperatur. Oznacza to, że w zależności od przewidywanej temperatury pracy urządzenia należy zmieniać rodzaj zastosowanej gumy. Przykładem mogą być tutaj letnie i zimowe opony samochodowe. Wytrzymałość na rozciąganie dla gumy wynosi od 10 do 100 MPa. Gęstość gumy wynosi zwykle 1,3 g/cm3, a gęstość różnego typu kauczuków waha się w granicach od 0,9 do 2,03 g/cm3.

## Rodzaje gumy
Przemysł chemiczny wytwarza bardzo wiele rodzajów gumy. Poprzez mieszanie szeregu polimerów tworzących medium oraz bardzo różnorodnych wypełniaczy można uzyskać materiały o całkowicie przeciwstawnych własnościach. W zależności od użytych surowców rozróżnia się gumę naturalną, produkowaną z kauczuku naturalnego (otrzymywanego z żywicy drzewa Hevea brasiliensis), zawierającą cis-poliizopren, oraz gumę syntetyczną, produkowaną z kauczuku syntetycznego (polibutadienu i innych poliolefin).

## Produkcja gumy

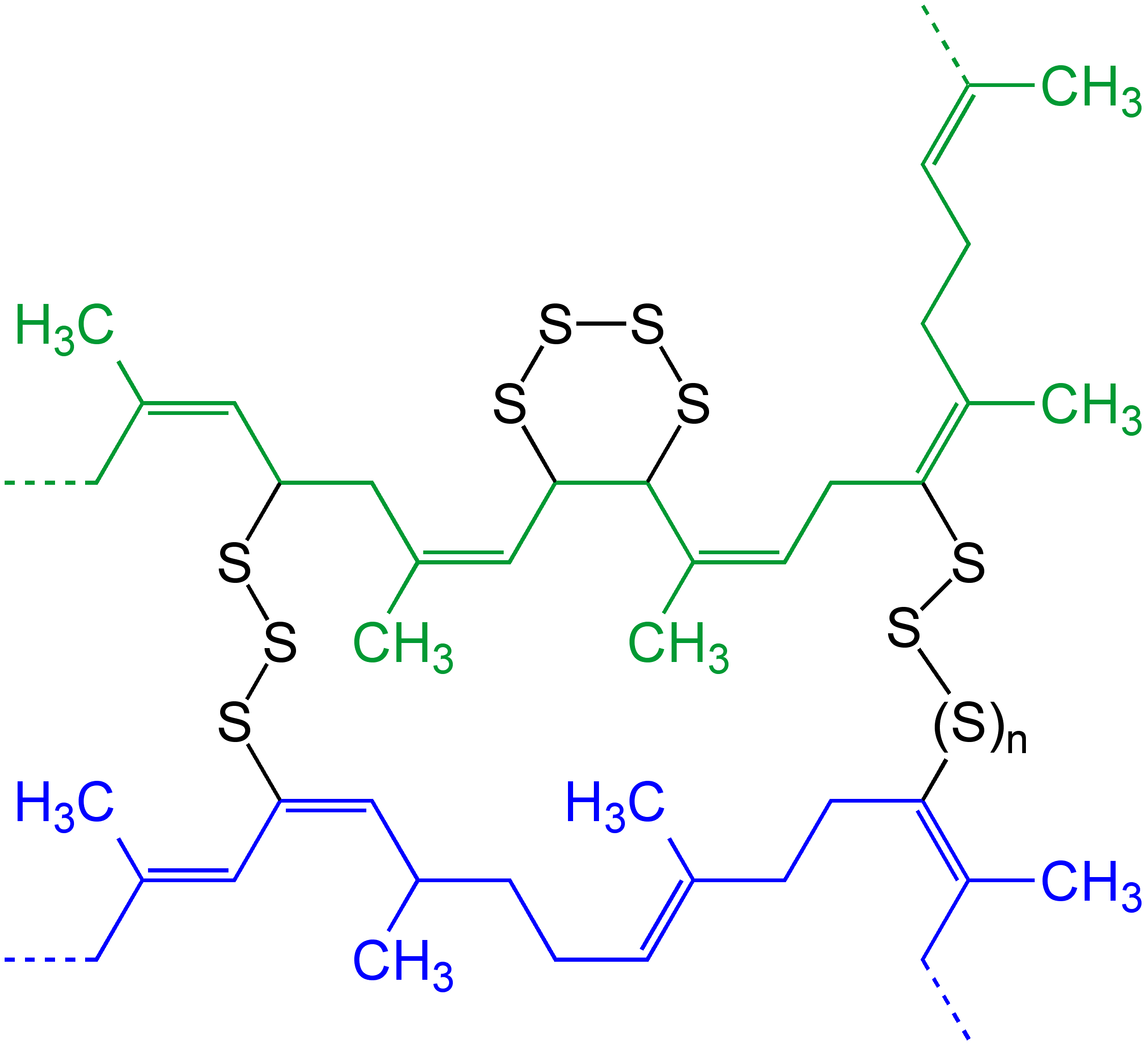
Przykładowe elementy w strukturze gumy

Prawie każdy gatunek gumy otrzymuje się z kauczuku poprzez wulkanizację. Kauczuk składa się z ułożonych obok siebie bardzo długich łańcuchów poliolefin. Wulkanizacja powoduje tworzenie się stosunkowo niewielkiej liczby mostków chemicznych między tymi łańcuchami, dzięki czemu powstaje sieć przestrzenna.
Proces sieciowania musi być dokładnie kontrolowany, gdyż gęstość występowania mostków chemicznych decyduje o właściwościach mechanicznych produktu. Większość gum jest usieciowana w stopniu od 1% do 8% (molowo), co oznacza, że przy od 1% do 8% merów występują mostki sieciujące. Ze wzrostem stopnia usieciowana zmniejsza się elastyczność i wzrasta wytrzymałość na zerwanie. Przy zbyt dużym usieciowaniu materiał traci sprężystość i staje się duromerem. Duromery otrzymane z kauczuków poliolefinowych nazywa się ebonitem.
Guma często jest łączona z innymi materiałami, w tym siatkami stalowymi, w celu otrzymania kompozytów – przykładem jest opona samochodowa.

## Wyroby gumowe
Z gumy produkuje się ogromną ilość wyrobów, między innymi:
- dętki
- opony
- uszczelki
- przewody elastyczne
- taśmy przenośnikowe
- elementy amortyzujące
- odzież ochronną
- obuwie wodoodporne

## Guma w środowisku naturalnym
Guma syntetyczna rozkłada się w naturalnym środowisku przez całe dziesięciolecia. Wyrzucanie produktów gumowych poza wysypiskami śmieci powoduje bardzo duże straty ekologiczne. Guma może być utylizowana przez spalanie w specjalnych piecach.

## Nietypowe zastosowania
Guma została użyta jako paliwo rakietowe w samolocie kosmicznym SpaceShipOne. Zamiast narażać się na eksplozje ciekłego paliwa (na przykład wodoru), konstruktorzy zastosowali gumę. Nie trzeba było tłoczyć do zbiornika sprężonego płynu. Gumę ułożono w środku w postaci pakietów.
Dzięki temu widzowie mogli podejść do samolotu kosmicznego tuż przed startem. Gdy w latach 60. XX wieku pierwsze amerykańskie rakiety startowały w kosmos, astronauci byli jedynymi ludźmi w promieniu setek metrów. Obsługa obserwowała start z bunkra, bo eksplozja paliwa i utleniacza byłaby bardzo niebezpieczna.